# 東大阪市花園ラグビー場
東大阪市花園ラグビー場（ひがしおおさかしはなぞのラグビーじょう）は、大阪府東大阪市の花園中央公園内にあるラグビー専用スタジアム。
「ラグビーの聖地」と呼ばれる。
1929年11月22日、現在の近畿日本鉄道（近鉄）の前身である大阪電気軌道（大軌）によって、大阪府中河内郡英田村（当時）の現在地に日本初となるラグビー専用競技場「花園ラグビー運動場」として開場した。長年にわたり近鉄が所有し、1982年以降「近鉄花園ラグビー場」と称していたが、2015年からは東大阪市が所有し、2020年10月1日からは公募設置管理制度（Park-PFI）に基づいてFC大阪・HOS・天正グループで構成する「東大阪花園活性化マネジメント共同体」が当スタジアムを含む花園中央公園全体の管理運営を行っている。
1963年以降、全国高等学校ラグビーフットボール大会の会場として定着しており、同大会は「花園」と通称されている。また、ジャパンラグビーリーグワン（リーグワン）加盟の花園近鉄ライナーズが大軌ラグビー部時代の1929年から、日本プロサッカーリーグ（Jリーグ）加盟のFC大阪が2020年（実質的には2023年）からそれぞれホームグラウンドとしている。
2019年にはラグビーワールドカップ2019の会場のひとつとなり、プールステージの4試合で使用された。

## 施設概要
ラグビー専用の第1・2グラウンドと、練習用グラウンドで構成され、加えて花園中央公園の施設である多目的球技広場（トライスタジアム）を第3グラウンドとして一体的に活用している。
第1グラウンドでの試合は有料試合で使用されることが大半であるが、その他のグラウンドは地域のグラウンドとして小・中学生や高校の府大会準決勝以下の試合、大学の下部リーグなど無料での試合に多く利用されている他、貸グラウンドとして利用することもできる（芝生の養生期間などメンテナンス時を除く）。
全国高等学校ラグビーフットボール大会では敷地全体をフェンスで囲み、一度入場すればどのグラウンドに見に行っても良いかたちになっている。

### 第1グラウンド

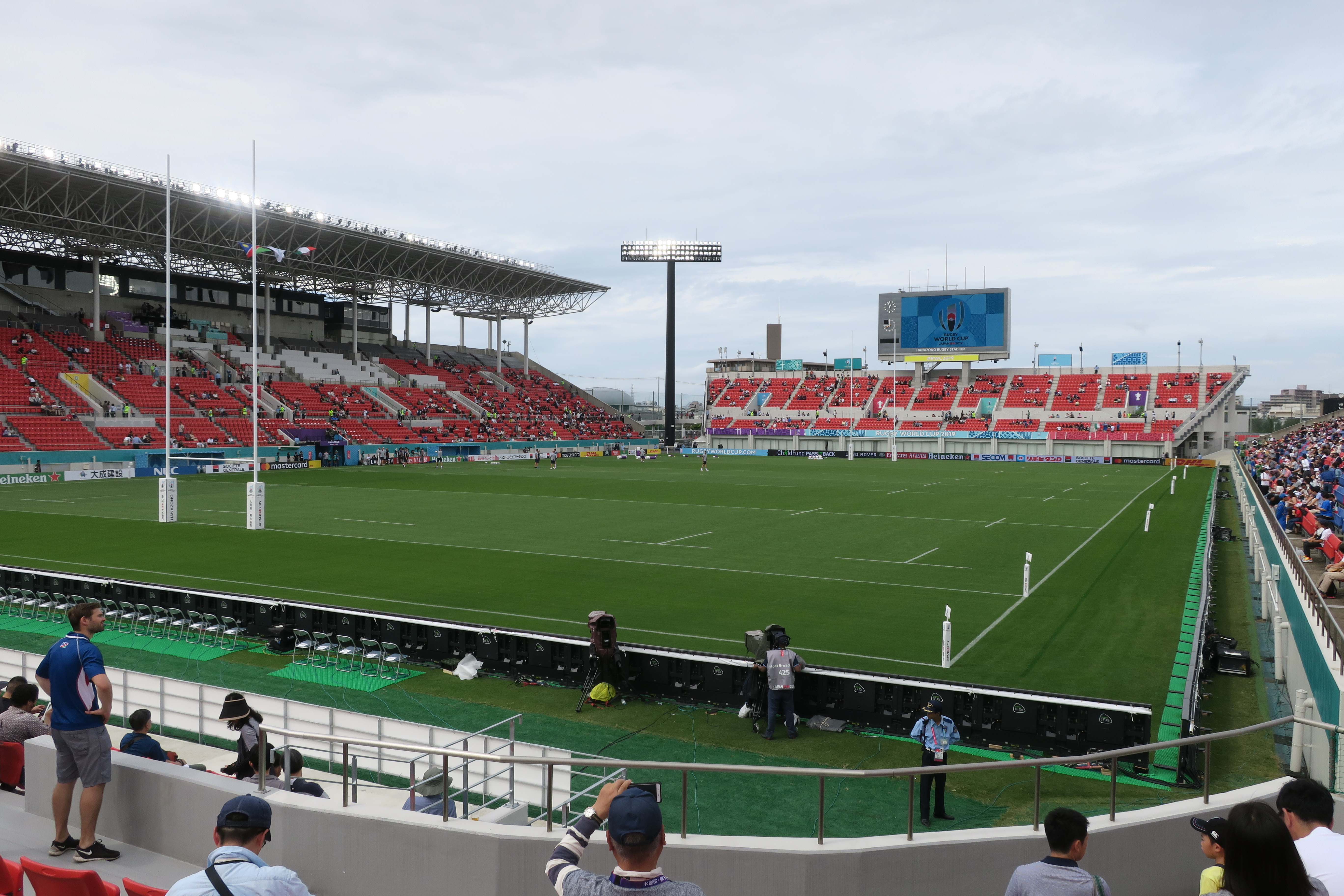
第1グラウンド（ラグビーワールドカップ2019）

メインスタジアム。一般的に「花園ラグビー場」と言えば第1グラウンドを指す。ラグビーの聖地とも言われるイングランドのトゥイッケナム・スタジアムを参考にして作られた。現在のスタジアムは1991年（平成3年）に完成し、2018年（平成30年）に大規模改修されたもので、27,346人収容。
西側のメインスタンドは鉄筋コンクリート構造（一部鉄骨構造）の地上5階建て。全面屋根架設で、正面に生駒山を臨む。スタジアム1階にはラグビーグッズを販売する売店や、ラグビーの歴史を展示する資料室がある。メインスタンド2階にはレストランもあり、一般客も利用できる。またメインスタジアム内部にはロッカールーム（大）が4室、同（小）が16室もある。これは年末年始に行われる全国高校ラグビー大会にて第1～第3グラウンド全てを同時に使用するためである。
元々はメインスタンドから南側サイド（メインから向かって右側）を経てバックスタンドにかけてU字型に一層式のスタンド（コーナー部分は立ち見）が設けられていたのみであり、北側サイド（メインから向かって左側）にはスタンドはなく、単なるコンクリート剥き出しと低い屋根・電光掲示板が設置されたのみとなっていた。これは、1991年（平成3年）5月まではラグビーで使用しないときにゴルフ練習場として使用していた名残である。2018年の全面改修時に北側のゴルフ練習場跡を撤去してスタンドが新設され、その上部に電光掲示板が設置された。新設された北側サイドスタンドはコーナー部に座席はなく、スタンドの形状は南北で非対称となっている。
スコアボードは1991年に改修される以前は得点表示のみ磁気反転、選手名の表記は（両サイド）は手書きだったが、改修後はこの躯体をそのまま生かす形で全面磁気反転に改修され、得点表示の下に、「トライ」「ゴール」「ドロップゴール」「ペナルティーゴール」の各種類別の得点が表示される欄が設けられた。またメインレフリーの表示も、それまでのチーム名表記と前半のスコア部分の中間だったのを、総得点と種類別得点の表示の中間に移している（その後、撤去までは赤見電機製のLEDボードになっていた）。2018年の全面改修後は大型映像装置（パナソニック製・710インチ）となっている。
2000年のシーズンには、試験的にメインスタンド屋根の支柱とバックスタンドの広告看板に照明設備を取り入れ薄暮開催を実施したこともあったが、それ以後は行われていなかった。2018年の全面改修時に四隅に照明柱が設置され、LED照明381基により2000Lxを確保、W杯の基準を満たした。
2018年の大規模改修後のスペックは次のとおり。
- メインスタンド：一般席6,802席、VIP419席、車いす24席
- 南側サイドスタンド：一般席5,245席、車いす57席
- コーナースタンド：西立見2,324席、東立見2,954席
- バックスタンド：一般席7,389席
- 北側サイドスタンド：一般席2,102席、車いす30席

なおラグビーワールドカップ2019の期間中は、立ち見席となっていたコーナースタンドに仮設の座席を設置したほか、南東スタンドに630インチの仮設大型映像装置が設置されていた。

### 第2グラウンド
メインスタジアムの北側（スコアボード後方）にあるサブグラウンドで、以前は近鉄所有であった。花園近鉄ライナーズの練習グラウンドでもあるため、練習用にナイター照明設備が用意されている。収容人員約1300人の簡易型観客席が設置されているが高さが4段と低いのでフィールド全体は見づらい。しかしフィールドに近いため選手のボディコンタクトが間近にみられ迫力がある。スコアボードはパネル式。
戦前（戦中）にはこの第2グランドに400メートル陸上トラックおよび2000人収容の木製観客席が作られた。しかし戦後は取り壊され、ゴルフ場経営の際にこの場所はハーフコースとなり、メインスタジアム東隣のグラウンドが第2グラウンドとされた（旧第2グラウンド）。そして正月の高校ラグビー大会開催時のみ第3グラウンドとしてフィールドが作られた。ゴルフ場経営を停止してからは常設の第3グラウンドとなった。
その後、花園中央公園多目的球技広場が完成し、旧第2グラウンド（メインスタジアム東隣）がなくなり、戦前同様に「第2グラウンド」に返り咲いた。旧第2グラウンドの南側半分は永らく「松原南調節池」（水害対策用地下貯水池）の工事中で立入禁止であったが、2009年度より整地され駐車場となった。
指定管理者の一員であるFC大阪が主導する改修計画がある（後述）。

### 第3グラウンド

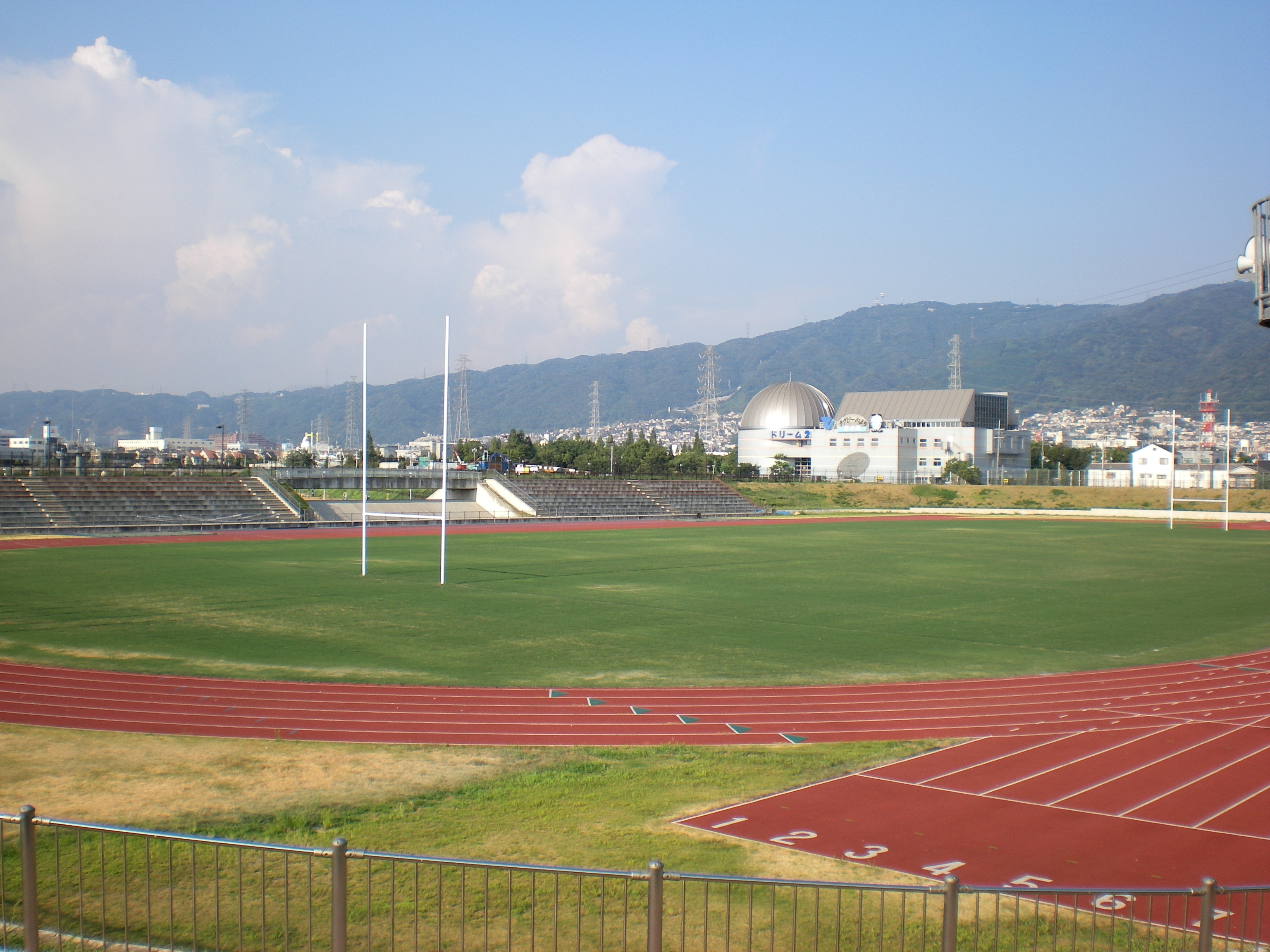
第3グラウンド。ゴールの先に流入口が見える。

メインスタジアムの南東に位置する陸上競技場兼球技場。「トライスタジアム」の愛称を持つ。第1、第2グラウンドが近鉄所有だった当時から東大阪市所有の施設であり、正式名は「花園中央公園多目的球技広場」。旧第2グラウンドと並存していた時期があったこともあり、「東大阪グラウンド」の呼び名もある。
以前は第1、2グラウンドと同じくラグビー専用であったが、1990年代後半から移転し、多目的競技場としてリニューアル、その後2004年に陸上競技場を併設し、2007年に日本陸上競技連盟第3種公認を取得した。2016年の改修時に大阪府下では初となる青色のトラックが採用されている。スコアボードは磁気反転式。
恩智川の遊水地である花園多目的遊水地・Cゾーンの側面を持つため、フィールドは土盛りの堤で囲われている。その傾斜を利用してメインスタンド・バックスタンド部分の一部にだけ観客席が設けられ2880人収容となっている。北側スタンド部分中央は水の流入口となっているためコンクリートの斜面となっている。全国高等学校ラグビーフットボール大会の対戦校によっては観客席だけでは収容できず、トラックや土盛りの傾斜面も観客に開放される。

### 練習グラウンド
メインスタジアム東隣に位置する。旧第2グラウンドの北側半分にあたる場所で、ウォームアップ用の練習場となっており、ゴールポストも設置され、若干インゴールが短いながら、一応フルコートのフィールドになっている。文字通り、練習用としての使用が前提となっており、全国高校ラグビーでも試合会場としては使用されない。

## 歴史

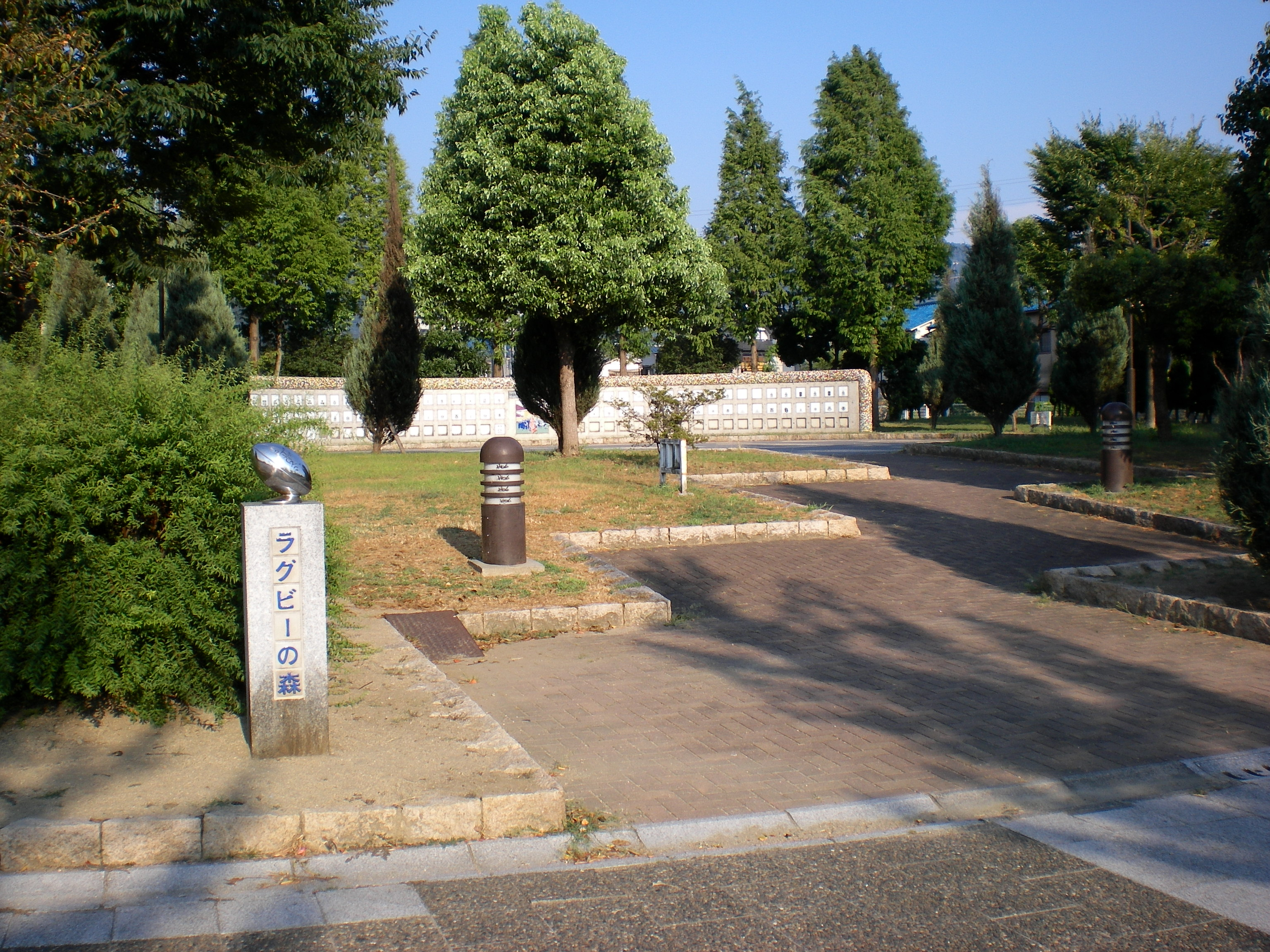
公園入り口付近にある「ラグビーの森」と名付けられた空間

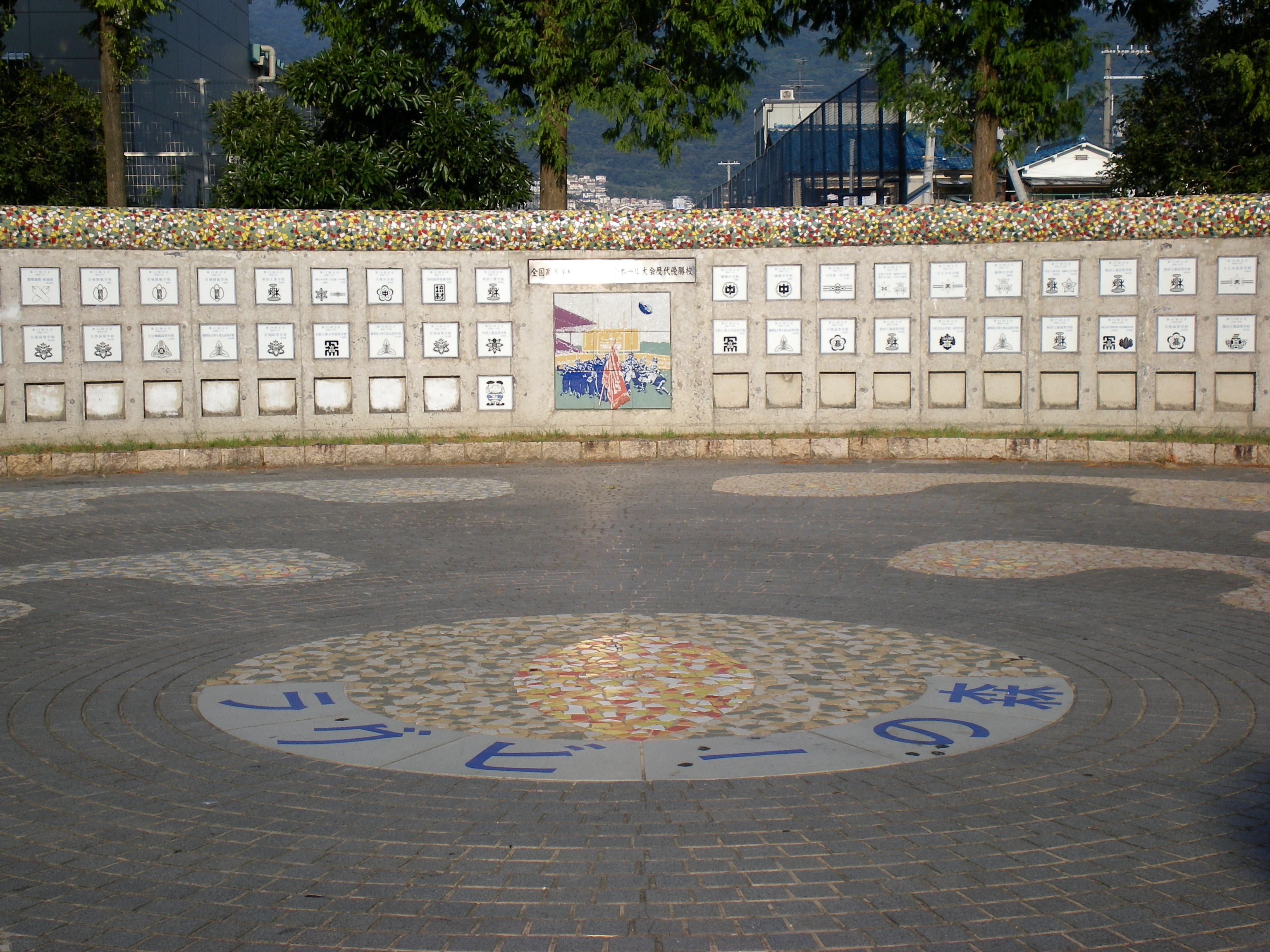
各々の銘板には、全国高等学校ラグビーフットボール大会優勝校が刻まれている。

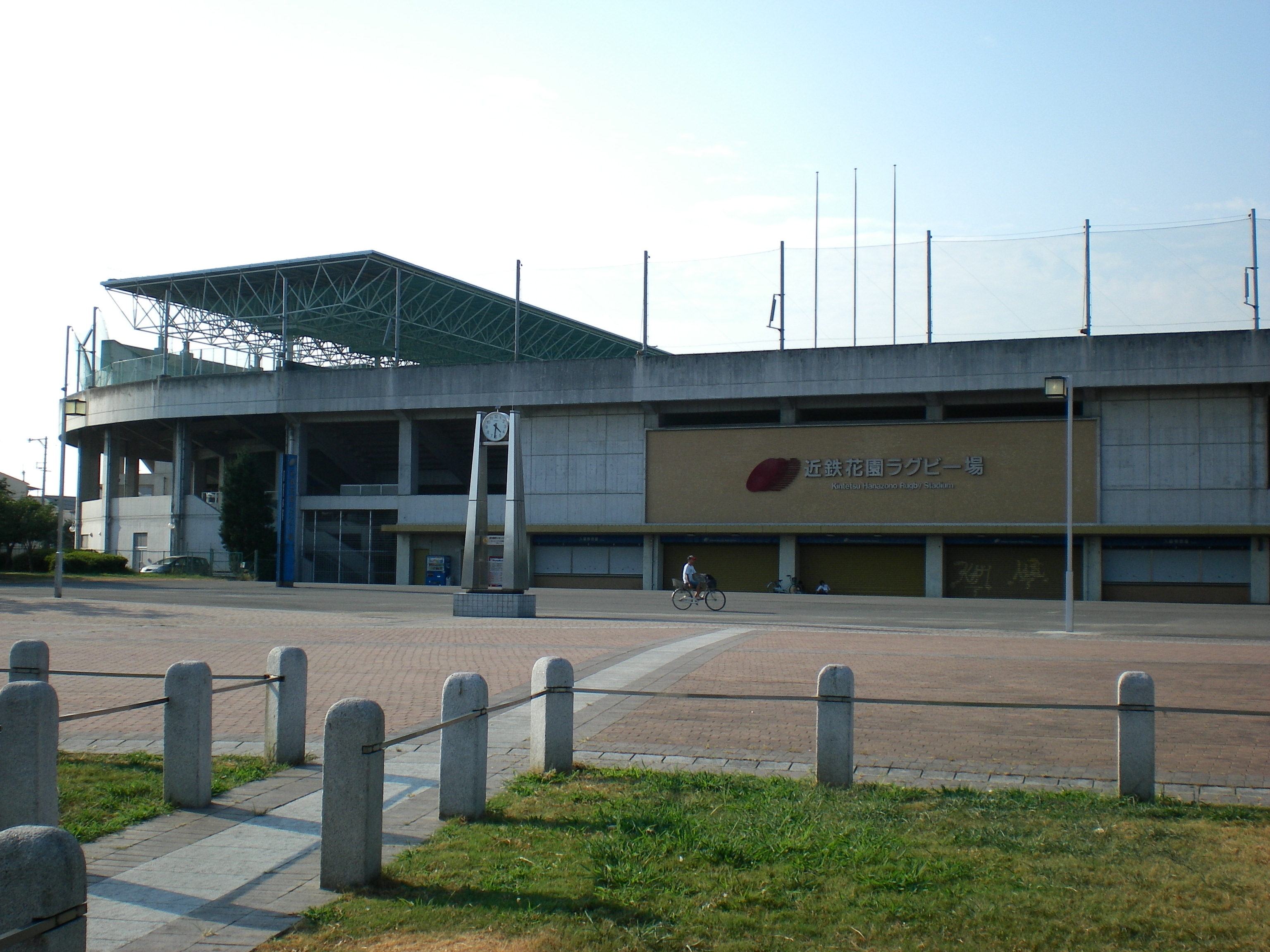
改修前の花園ラグビー場

- 1926年 - 大阪府中河内郡英田村（当時）の大阪電気軌道（大軌）社用地に花園競馬場が開場するも、数回の開催を行ったのみで閉鎖。
- 1928年
  - 5月 - 当時はライバル会社だった大阪鉄道（大鉄）[注 2]が藤井寺球場（野球場）を完成させる。
  - 10月 - ラグビー愛好家でもあった秩父宮雍仁親王が橿原神宮参拝のため大軌の電車に乗車した際、「この辺に今台頭しつつあるラグビーの専用競技場を作ったらどうか」という内容の発言が大軌役員との歓談中にあったとされる[2]。
  - 12月 - 大軌がラグビー場の建設を決議[2]。
- 1929年11月22日 - 花園ラグビー運動場が開場。開場式には秩父宮雍仁親王と勢津子妃が臨席している。
- 1939年 - 第2グランドに400メートル陸上トラックおよび2000人収容の木製観客席が作られた。
- 1939年 - 9月29日に10周年記念試合開催（同志社大対関西ラグビー倶、京都帝国大対大阪帝国大）。
- 1943年 - 1月7日に行なわれた同志社大対慶應義塾大定期戦が戦前最後の花園での大学対抗ラグビーとなる。
- 戦時中 - 花園練成場と名を変え、パイロットの初等訓練施設に転用された。またメインスタンド上屋は軍需物資として供出するため撤去された。また戦争末期には食料増産のため農場となった。
- 1945年 - 10月4日より進駐軍（米軍第98師団）に接収され、アメリカンフットボールに使用される。またスタンド内部は倉庫にされた。翌1946年4月に近鉄ラグビー部の部員達が復員し活動を再開するがホームグラウンドである花園ラグビー場は使用できなかった。ただし1947年には米軍の許可を得て全国高専ラグビー大会が実施された（スタンド内部には入れず）。
- 1949年 - 進駐軍の接収が解除される。
- 1952年 - 10月にラグビー界50年来の夢が実現し、英国 オックスフォード大学と全日本軍が対戦した。
- オックスフォード大学の選手から「世界でトゥイッケナムに次ぐグラウンドだ」と花園ラグビー場が讃嘆された。
- 1953年 - この年の5月より「花園ゴルフ場」開設。第2・第3グラウンドをゴルフ場にして、第1グラウンドは打ちっぱなしにした。当時のゴルフブームに乗り、大阪市内から十数分で行けるのでヒットした。
- 1963年 - この年より全国高等学校ラグビーフットボール大会に使用されるようになり、以後定着。
- 1969年 - 3月21日に40周年記念試合開催（近鉄対早稲田大）。
- 1979年 - 開場50周年を記念して土盛りだったバックスタンドをコンクリート製に改造、スタンド内外の諸設備が改修された。総工費は約3億円（当時）。また9月11日に50周年記念試合開催（近鉄対ケンブリッジ大）。
- 1981年 - ロックバンド「甲斐バンド」が初めてライヴ会場として花園ラグビー場を使用。
- 1982年 - 名称が「花園ラグビー場」から「近鉄花園ラグビー場」となる。
- 1989年 - 10月22日に60周年記念試合開催（近鉄対三洋電機）。
- 1991年 - メインスタジアムが改修され、収容人数が1万2000人から3万人に拡張される。
- 1999年 - 5月23日に70周年記念試合開催（近鉄対三洋電機）。
- 2009年 - 3月4日に80周年記念試合開催（トップリーグオールスター戦＝チャリティーマッチ）。6月にはラグビージュニア世界選手権の会場の1つとして使用された。
- 2014年 - 施設所有者の近畿日本鉄道が近鉄花園ラグビー場を東大阪市に譲渡する方向であることが報道されている（次項参照）
- 2015年 - 4月1日に東大阪市に第1グランド・第2グランドの所有権を譲り名称を「東大阪市花園ラグビー場」に変更。
- 2017年 - 11月2日に「ラグビーワールドカップ2019 日本大会」の試合日程が決まり、東大阪市花園ラグビー場での開幕戦は9月22日「イタリア代表vsアフリカ地区1（ナミビア代表）戦」に決定した。
- 2019年 - ラグビーワールドカップ2019 日本大会開幕。
- 2020年 - 11月26日に東大阪市はラグビーワールドカップ2019の東大阪市花園ラグビー場での開幕戦が行われた9月22日を毎年「花園ラグビーの日」にすると発表した[7]。

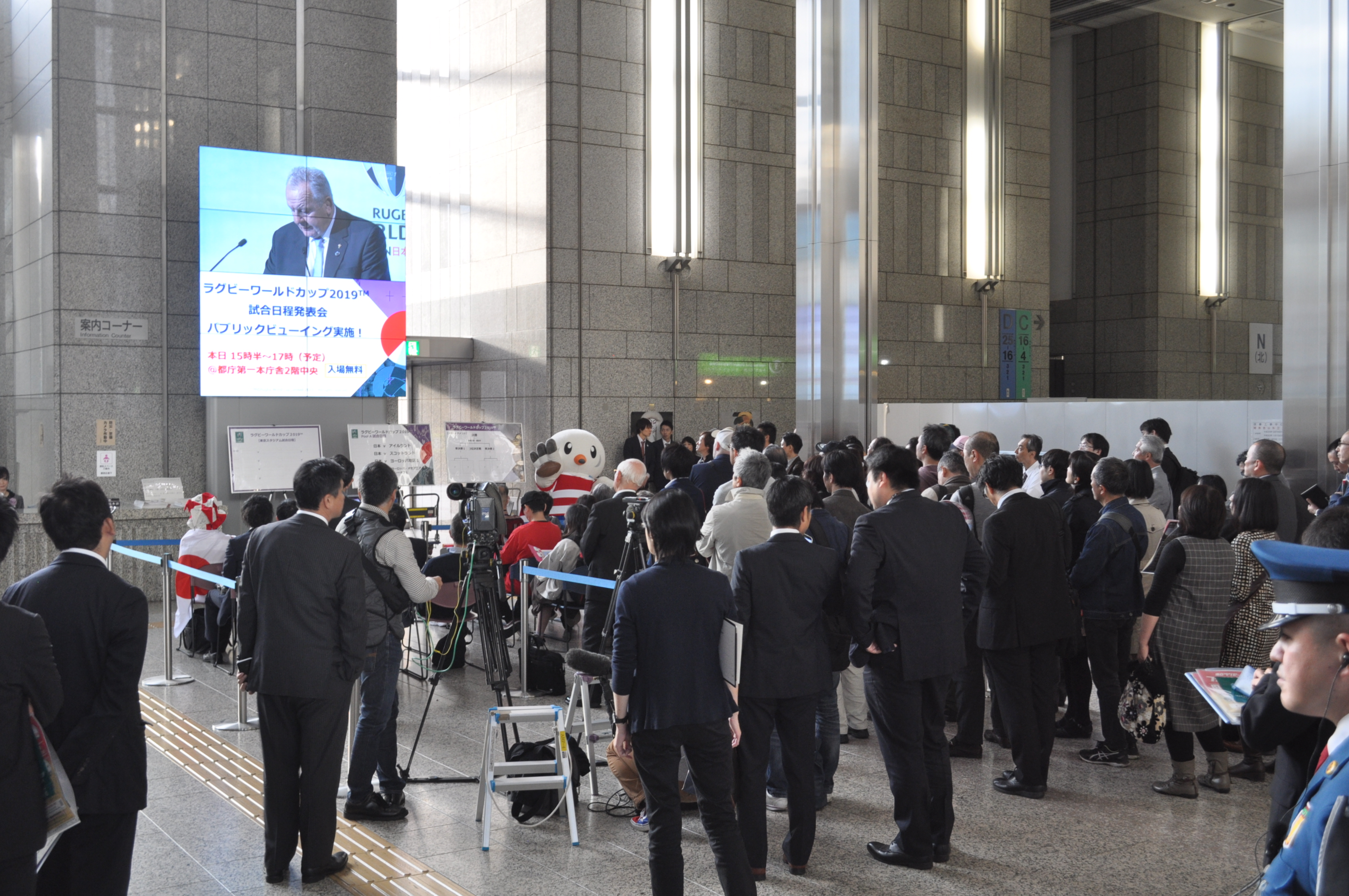
都庁第一本庁舎での試合日程発表会場（2017年11月2日撮影）
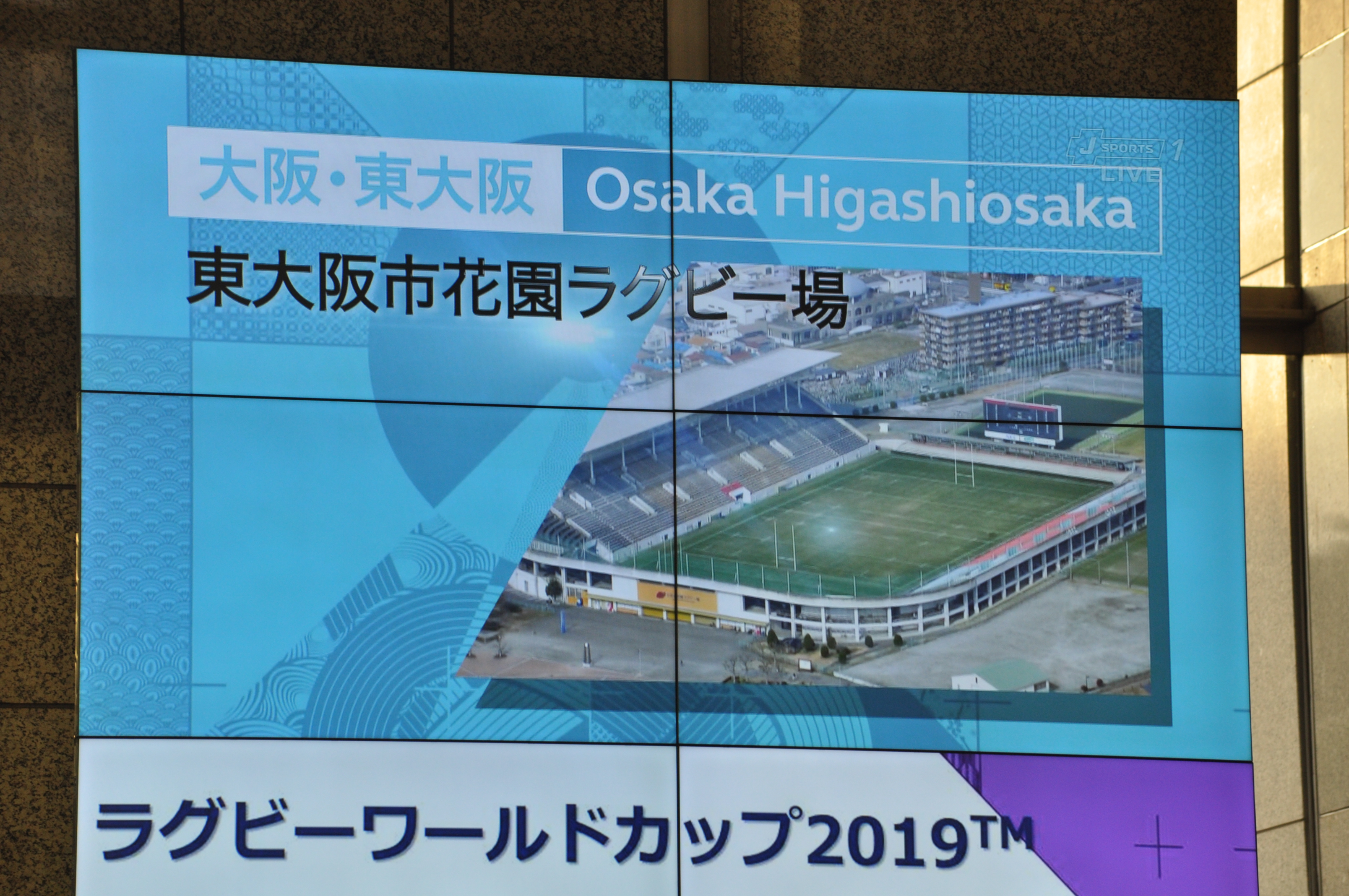
9月22日「イタリアvsアフリカ地区1戦」（2017年11月2日撮影）
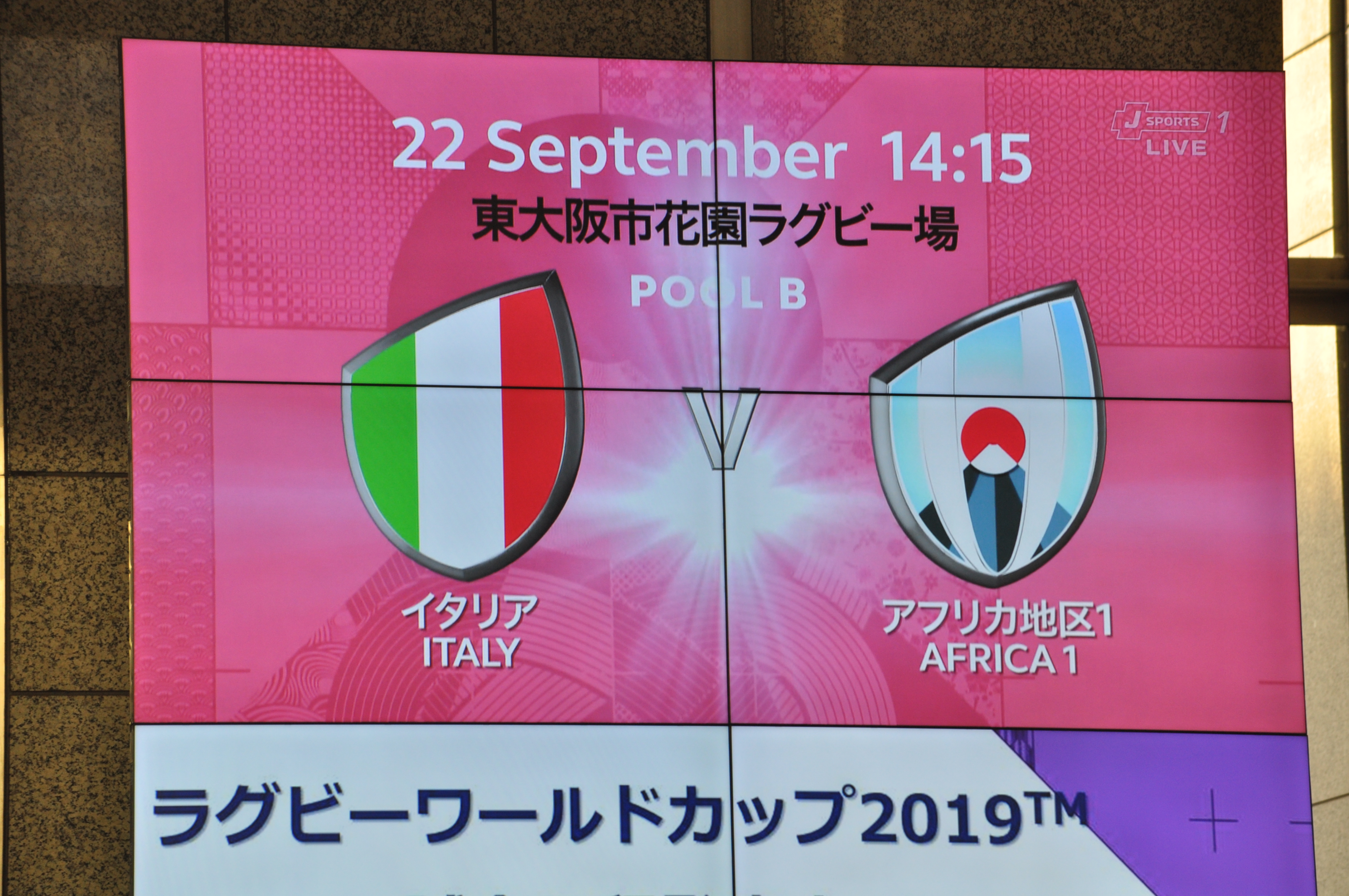
同左（2017年11月2日撮影）
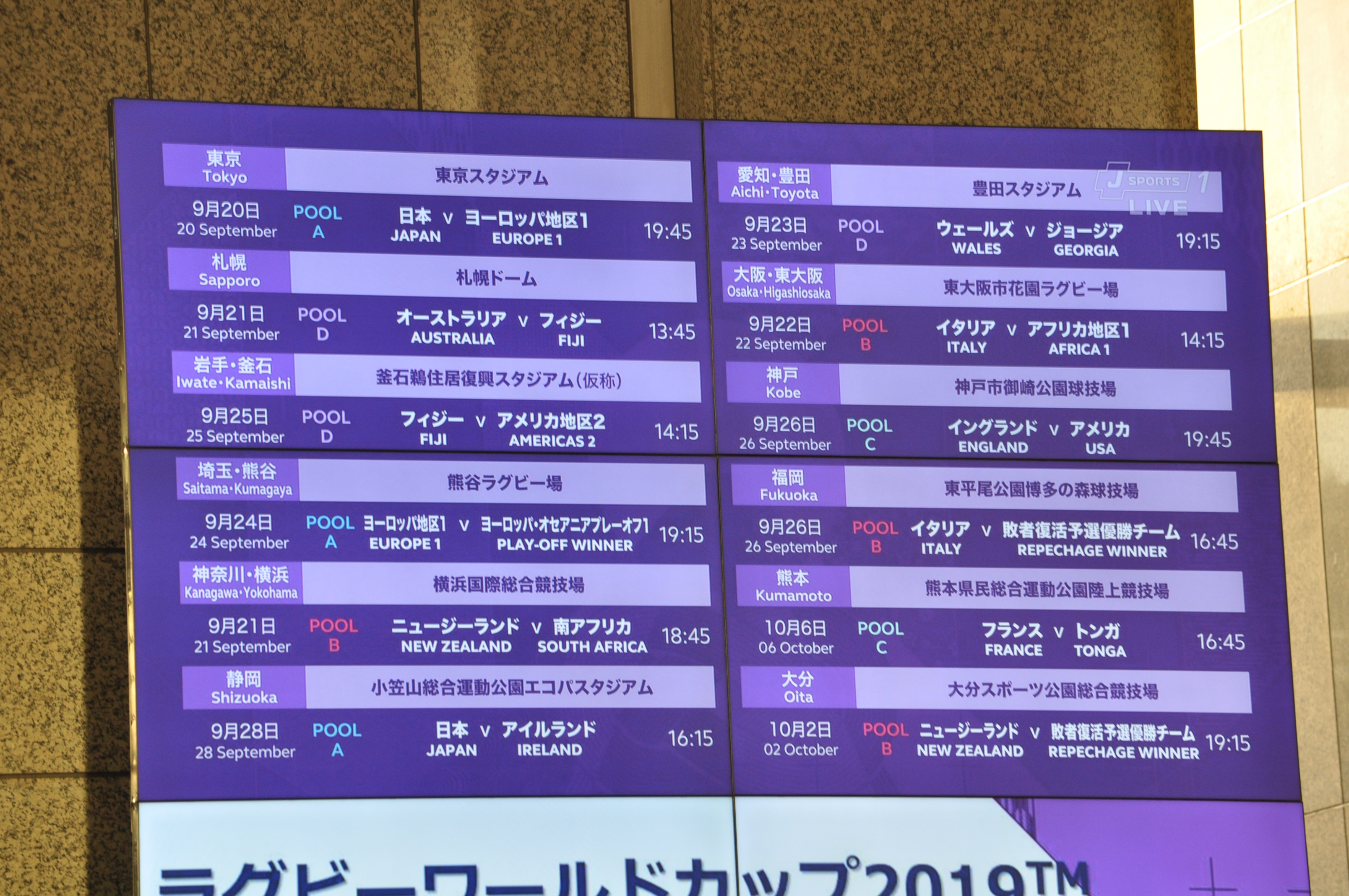
決定した競技日程（2017年11月2日撮影）

## 市への運営移管とラグビーワールドカップに向けた大規模改修
花園ラグビー場（第1・第2グラウンド）は近畿日本鉄道（近鉄）が所有し子会社の近鉄レジャーサービスが運営していた民設民営のスタジアムであったが、老朽化が進み耐震補強工事の必要に迫られていた上、芝の管理など施設維持費が嵩んで年間1億円を超える赤字の状態が続いていた。東大阪市は2019年に日本で開催の決まったラグビーワールドカップの試合誘致を目指していたが、耐震補強に加えて夜間照明や大型映像装置の新設などが必要なこともあり、近鉄側は新たな負担を避けたいという状況であった。
こうしたことから、スタジアム改修に当たって「公共施設にする方が国などからの支援を受けやすくなる」と考えた東大阪市は2013年2月頃から近鉄に対してスタジアムの譲受について打診。調整の結果、2014年7月3日に近鉄と東大阪市の間で、2015年4月を目処に近鉄が花園ラグビー場の建物を市に無償譲渡し、譲渡後の名称を「東大阪市花園ラグビー場」とすること、土地は施設の譲渡契約後に市が買い取ること、などの基本的方針について基本合意し、同年7月14日の東大阪市議会で覚書について可決承認された。名称については市への譲渡後に近鉄が命名権を取得するという考えもあった が、東大阪市が「東大阪」の名前を入れるよう強く希望したことでこの名前となった。土地については2015年2月26日に東大阪市が近鉄から45億0790万円（5年間の分割払い）で取得することで両者が合意し、費用の3分の1に国の社会資本整備総合交付金を充当することとなった。また、近鉄は東大阪市に別途5億円を寄付することにもなった。
スタジアムを市が取得したことで、東大阪市は花園ラグビー場を開催候補地として大阪府と共同で日本大会組織委員会に立候補し、開催地に正式決定した。
改修費は基本構想段階では36億円と想定されており、市では改修予算を41億円と見積もっていたが、ラグビーW杯の主管団体であるワールドラグビー (WR) が現地視察後にドーピングコントロールルームの設置や照明照度の増加を求めたことから改修費が約72億円となった。41億円からの増額分については国の社会資本整備総合交付金に加え、日本スポーツ振興センターのスポーツ振興くじ助成金、さらには市民からの寄付を充当した。工事については2016年11月に制限付き一般競争入札により本体工事を清水建設が、電気工事を北陸電気工事が、機械設備を新菱冷熱工業JVがそれぞれ落札し、第96回全国高校ラグビー大会終了後から工事に着手した。なおこの改修の関係で2017-18年度シーズンのトップリーグや関西大学リーグなどは開催されなかったが、第97回全国高校ラグビー大会の大会期間中は工事を中断し通常通り開催された。
2018年9月に改修が完了し、同年9月20日にマスコミ向け内覧会が開催された。
ラグビーワールドカップ2019では予選プール戦が開催され、プールBのイタリア - ナミビア（9月22日）、プールCのアルゼンチン - トンガ（9月28日）、プールDのジョージア - フィジー（10月3日）、プールCのアメリカ合衆国 - トンガ（10月13日）の4試合が開催された。

### 公募設置管理制度の導入
東大阪市では、ラグビーワールドカップ後の利活用に関して、花園ラグビー場を含む花園中央公園エリアについて都市公園法に基づく公募設置管理制度 (Park-PFI)を導入。公募を行ったところ、ヒト・コミュニケーションズ・日本ラグビーフットボール協会ら7団体で構成する「ワンチーム花園」と、HOS・FC大阪・天正の3社で構成する「東大阪花園活性化マネジメント共同体」の2グループが応募し、選定委員会の審議の結果「東大阪花園活性化マネジメント共同体」を優先交渉権者に選んだ。指定期間は2020年（令和2年）10月1日から2040年（令和22年）3月31日までの19年6カ月（予定）。
運営グループの一員で、Jリーグ加盟を念頭に第2グラウンドのJ3基準への改修（後述）を主導しているサッカークラブ・FC大阪社長の疋田晴巳は、全国高校ラグビー大会の開催について「何も変わりません。ラグビーの環境を良くしていくのも目標の一つ。改修によって高校生にも良い環境でプレーしてもらいたい」としており、第1グラウンドについても「そこを（将来的にホームスタジアムとして）使う前提ではない。ラグビーとともに聖地の価値を上げていきたい」としている。

## ラグビー以外での利用
本競技場はラグビー専用スタジアムであるが、ラグビー以外の球技（サッカー・アメリカンフットボールなど）の試合も行われることがある。
- 古くは1935年（昭和10年）4月27日から3日間、大阪毎日新聞社（大毎）主催の全国中等学校招待蹴球大会（全国中等学校蹴球大会とは別のサッカー大会）が行われた記録がある[24] ほか、関西学生サッカーリーグ春季大会、関西大学高専連盟戦春季大会などが戦前に行われた実績がある。また紀元二千六百年奉祝東亜競技大会・関西大会ではラグビーとホッケーの会場として使用された。[25]。戦後直後の進駐軍（米軍）による接収時代はアメリカンフットボール場とされ[26]、接収解除後の1952年（昭和27年）にサッカーの全香港対全大阪の試合が行われている[27]。現在でも東大阪市長杯や東大阪東ロータリークラブ会長盃などの少年サッカー大会が毎年行われている。
- 1999年5月8日にはJリーグ J1・1stステージ第12節・セレッソ大阪vs名古屋グランパスエイト戦が第1グラウンドで開催された（観衆 9,865 人[28]）。これは国際グランプリ陸上・大阪大会開催によってセレッソのホームスタジアムである長居スタジアム及び長居第2陸上競技場（当時、長居球技場は人工芝グラウンドだったため対象外）が使用できなかったためである。当時はゴール裏スタンドが片側にしかないスタジアム構造のため、通常のサッカーの試合と違って「アウェー（名古屋側）ゴール裏」が存在しなかった。
- 2023年9月16日には、1951年11月11日（関西学院大学（33-7）同志社大学）以来、72年ぶりの関西学生アメリカンフットボール連盟秋季1部リーグ（非公式の春季大会を含めると1952年4月20日の関西学院大学（101-0）関西大学の関関戦以来）となる、立命館大学（56-11）近畿大学戦が行われた。

球技以外では、2016年に大相撲平成28年3月場所で武蔵川部屋の稽古場として使用された他、中田ヤスタカ主宰の音楽イベント『TAKENOKO!!!@東大阪市花園ラグビー場』が開催された。

### FC大阪による利用
2019年11月26日、前年に東大阪市をホームタウンに定めたFC大阪 が、資金を拠出して第2グラウンドをJ3リーグ加盟に必須とされる5,000人収容規模に改修し、市に寄付する方針であることが市から明らかにされた。第2グラウンドは1,372席収容のスタンドがあるが、老朽化が著しいことから再整備が課題となっており、今回のFC大阪からのオファーを受け入れる形となった。これを踏まえ、2020年シーズン以降の日本フットボールリーグ（JFL）では、FC大阪ホームゲームが数試合第2グラウンドで開催されている（2020年は3試合、2021年は6試合、2022年は5試合）。
また、2022年6月19日には、元日本代表の三浦知良が所属していた鈴鹿ポイントゲッターズとのホームゲームを第1グラウンドで開催し、当時JFL歴代4位の観客数となる12,152人の観衆を集めた。
なお、FC大阪は2023年からのJリーグ入会に向けては、2022年10月の時点で第2グラウンドの改修計画がボーリング調査終了から停滞しており基本設計も完了していないことから、第1グラウンドをホームスタジアム（ホームゲームの8割以上を開催）とする前提で入会申請を行って J3ライセンスが交付され、11月20日に行われたMIOびわこ滋賀戦で、FC大阪主管試合の最多動員記録を更新する12,813人を集客、観客動員数をクリア、J3リーグへの昇格が決定した。
FC大阪は第1グラウンドをホームスタジアムとして登録した上でJリーグに入会。2023年のJ3リーグにおいては、FC大阪のホームゲームのうち、万博記念競技場（吹田市）で開催した最終戦の愛媛FC戦を除いた18試合を第1グラウンドで開催した。また、2024年のJ3リーグにおいては、FC大阪のホームゲームのうち、別のイベントの関係で使用できない第17節のガイナーレ鳥取戦、第26節のツエーゲン金沢戦、第31節のいわてグルージャ盛岡戦以外の全試合（16試合）を第1グラウンドで開催した。
その一方で、2019年に締結した協定では第2グラウンドの整備期限は2021年となっていた（後に2023年5月に延長）が、読売新聞の取材によれば2007年に設置された簡易スタンドの老朽化が著しいため、座ると危険だという理由で、座席のうち100席分は折り畳みの座席を取り外した状態となった状況にもかかわらず、FC大阪側が改修費用を捻出できず、第2グラウンドの改修計画は一向に進まなかった。
こうした状況に業を煮やした東大阪市は2024年12月23日、FC大阪との間で第2グラウンドの改修に向けた協定の再締結を行った。具体的には、FC大阪が2028年（令和10年）3月までに第2グラウンドを5,000人収容規模に改修し電光掲示板を設置すること、その改修に向けた具体計画を2025年（令和7年）6月までに提示できない場合は、東大阪市がクラブライセンス発給に必要となるホームタウン自治体の同意文書にサインせず、第1グラウンドの暫定使用を認めないとする厳しいものとなった。
これを受けてFC大阪は具体的な整備計画を改めて検討し東大阪市に提出。グラウンド部分の改修の必要がないと判断して、総工費を15億2900万円と設定し、2026年11月に着工、2028年3月までの完成を目指すとした。この計画について東大阪市も了承し、花園第1グラウンドの暫定利用が継続される見込みとなった。

## その他
- 東花園駅から東大阪市花園ラグビー場までの道のりは、ラグビー用品専門店が並ぶなど、ラグビータウンの様相を呈している。中でも正面入り口付近にある和菓子屋「絹屋」の「花ラグ饅頭」はお土産として有名である。2010年8月には東大阪市の公募により、駅からラグビー場までの道筋に、「スクラムロード花園」と名付けられた。
- 「ラグビーのまち 東大阪」にちなみ　「カレーパンのまち　東大阪」として町おこしを行っている。

## 交通
- 近鉄奈良線 東花園駅および近鉄バス 東花園駅前停留所より徒歩8分
- 近鉄けいはんな線 吉田駅より徒歩15分